# Спорамин
Спорами́н (либо от греч. σπόρος — семя, либо от «спорынья», и названия класса химических веществ — амины) — вымышленный медицинский препарат, стимулятор с относительно слабым побочным действием. Упоминается в ряде научно-фантастических произведений, преимущественно советских и российских авторов.
Любые упоминания о препарате под названием «спорамин» вне литературного контекста (например, в некоторых руководствах по выживанию) являются следствием ошибки или недоразумения.

## История
Впервые упомянут Иваном Ефремовым в романе «Туманность Андромеды»:

— Хорошо, посплю здесь, в кресле, когда кончится действие спорамина. Я принял его сутки назад.
Затем неоднократно упоминался братьями Стругацкими:

— Прими спорамин, Леша,— убеждающе повторил Михаил Антонович. — Вот я принимаю по таблетке через каждые два часа и совсем не хочу спать и Ваня тоже. Ну зачем так мучиться?— А. Стругацкий, Б. Стругацкий, «Путь на Амальтею»

Но для этого нужна была ночь, и несколько книг по регенерации атмосфер, и полный проект «Венера», и две таблетки спорамина, чтобы выдержать эту ночь.— А. Стругацкий, Б. Стругацкий, «Полдень, XXII век», рассказ «Злоумышленники»

Он сполз с постели и, охая от ломающей тело боли, пошлёпал босыми ногами в кабинет, открыл в столе секретный ящичек, покопался в аптечке и принял несколько таблеток спорамина.— А. Стругацкий, Б. Стругацкий, «Трудно быть богом»

Румата взял его под руку и повел. Когда монахи скрылись из виду, он остановился, достал из ампулы таблетку спорамина и протянул Будаху.— А. Стругацкий, Б. Стругацкий, «Трудно быть богом»

Полесов достал из кармана тюбик со спорамином, проглотил таблетку и посмотрел на экран.— А. Стругацкий, Б. Стругацкий, «Забытый эксперимент»
Сергеем Лукьяненко:

Он украдкой влез в аптечку, разжевал таблетку спорамина, сел в углу.— С. Лукьяненко, «Пристань жёлтых кораблей»
Валерием Большаковым:

Тимофей Браун, сильно сомневаясь, что спорамин позволит ему хотя бы задремать, опустил спинку сиденья и закрыл глаза. И уснул.— В. Большаков, «Ганфайтер. Огонь на поражение»
и другими.

### Борис Стругацкий о спорамине
Ну, начнем с того, что спорамин — это не наша выдумка. Мы с Аркадием Натановичем позаимствовали его у Ивана Антоновича Ефремова. То было время (конец 50-х — начало 60-х), когда мы носились с идеей создать общий для всех советских фантастов Мир Светлого Будущего. Чтобы там использовались одни и те же элементы антуража, одна и та же терминология, — чтобы там были и «скафандр высшей защиты», и «самодвижущиеся дороги», и «кохлеарное исчисление», и «прокол пространства», и «флаеры» с «птерокарами»… Оттуда родом и спорамин — вещество, стимулирующее жизненные силы на гормональном уровне, делающее (причем очень быстро и надолго) слабого — сильным, усталого — бодрым, больного — здоровым. В общем-то, ничего такого уж фантастического в спорамине нет: мне приходилось читать о вполне современных препаратах, способных давать соответствующий эффект. Правда, ценой последующей расплаты, чего за спорамином, помнится, не водилось.— Неизвестные Стругацкие: Письма. Рабочие дневники. 1963-1966

## Происхождение названия
Вероятно, по ассоциации с названиями стимуляторов амфетаминового ряда (ср. фенамин), а также психоактивными производными алкалоидов спорыньи.